# Vlag van Wilrijk
De vlag van Wilrijk is de districtelijke vlag van de Antwerpse district Wilrijk. De vlag werd op 23 november 2011 aangenomen na de winnaar van deze competitie.
Officieel wordt de vlag beschreven als:
Twee even lange banen van blauw en van geel met op het midden een witte Sint Bavo.
De vlag is gebaseerd op het gemeentewapen.

## Competitie om een districtsvlag
Op 2008 heeft district Wilrijk een wedstrijd voor een districtsvlag uitgeschreven.
Nadat het winnende ontwerp voor de nieuwe districtsvlag verworpen werd door de Vlaamse Heraldische Raad, begon het district een gesprek met het adviesorgaan. Een eerste voorstel van de Heraldische Raad kon het districtsbestuur niet overtuigen, zo werd Sint Bavo afgebeeld zonder hoofddeksel of mantel. Het ontwerp werd vervolgens bijgestuurd in samenspraak met de kring voor heemkunde Wilrica.
Op 23 november 2011 resulteert dit in een nieuwe districtsvlag. Wilrijk is als het laatste district dat zijn vlag vernieuwd.

## Eerdere vlag
De vlag van de voormalige gemeente Wilrijk is twee even lange banen van blauw en van geel. De kleuren van de vlag zijn afkomstig op het gemeentewapen.

De vlag van de voormalige gemeente Wilrijk

In 1983 is Wilrijk opgegaan in de gemeente Antwerpen. De vlag is daardoor als gemeentevlag komen te vervallen.